# The Royle Family
The Royle Family is een Britse comedyserie, waarvan de eerste aflevering daar werd uitgezonden op 14 september 1998. De hoofdrollen worden vertolkt door Ricky Tomlinson (vader James 'Jim' Royle), Sue Johnston (moeder Barbara Royle), Caroline Aherne (dochter Denise Royle), Ralf Little (zoon Antony Royle) en Craig Cash (Dave Best, de vriend en later man van dochter Denise). De serie bestaat tot nu toe uit achttien afleveringen, verdeeld over drie seizoenen van zes afleveringen elk, en zeven specials. Elke aflevering duurt ongeveer een half uur, met uitzondering van de specials die rond een uur duren.
The Royle Family won vele prijzen, waaronder meerdere malen de BAFTA TV Award en de British Comedy Award. Al met al won de serie 22 prijzen en 14 nominaties. De serie kreeg ook een Amerikaanse remake. Er werd een pilotaflevering gemaakt voor CBS, getiteld The Kennedys, die in 2001 verscheen. Het werd echter geen succes en er werd dus geen serie van gemaakt.
Op 31 december 2001 verscheen er een bericht op WENN dat Samuel L. Jackson een cameo-optreden zou gaan maken in de serie. Jackson had samen met Ricky Tomlinson in de actiefilm The 51st State gespeeld. Uiteindelijk is dit toch niet doorgegaan, waarschijnlijk omdat de serie pas in 2006 een vervolg kreeg. De afleveringen die in 2006 en later verschenen, moeten gezien worden als specials en niet als aanvullende seizoenen. De eerste drie seizoenen werden uitgezonden in de periode 1998 tot en met 2000.
De serie werd ook in Nederland uitgezonden, bij de VPRO, en was tot voor kort te zien bij Humor TV 24. Humor TV zendt de specials echter niet uit. Ook in Portugal en Finland werd de serie uitgezonden. De hele serie is inmiddels op dvd uitgebracht. 'Half The World Away', een nummer van Oasis geschreven door Noel Gallagher, is het themalied van de serie.

## Het verhaal
Het draait allemaal om het doodgewone gezin Royle, woonachtig in Manchester. Vader Jim is werkloos en hangt veelal voor de televisie, rookgrage moeder Barbara klust bij in een bakkerij, de tevens rookgrage dochter Denise is nogal lui, bazig en jaloers, zoon Antony (die altijd de pineut is bij het doen van allerlei klusjes, maar later in de serie een succesvol zakenman wordt) en Dave Best (de vriend en later man van Denise). De serie speelt zich vrijwel geheel af in de woonkamer van de familie Royle. Later in de serie krijgen Denise en Dave nog een zoon (David Keanu Ronan), eerst gespeeld door de tweeling Matthew en James Hughes, later door Harry Cash, de zoon van Craig.

## Bijrollen
- Liz Smith speelt de rol van Norma Speakman ('Nana'), de moeder van Barbara. Ze verschijnt in dertien afleveringen, maar sterft in de special van 2006. De praatgrage Nana is al jaren weduwe en houdt wel van een borreltje (hoewel ze zelf het tegenovergestelde beweert). In de special van 2006 is ze al ziek en aan bed gekluisterd.
- Doreen Keogh is buurvrouw Mary Carroll. Ze speelt in negen afleveringen mee. Haar dochter Cheryl (gespeeld door Jessica Hynes) lijkt constant op dieet te zijn en met haar zwijgzame man Joe (Peter Martin) is geen gesprek aan te knopen.
- Geoffrey Hughes (bekend als Onslow uit Schone Schijn, verschijnt in acht afleveringen als Twiggy. Twiggy verkoopt spijkerbroeken, Arabische shampoo en sportkleding. Hij heeft een hart van goud en is de beste vriend van Jim.
- Sheridan Smith speelt Emma Kavanagh, de welgestelde vriendin (en later verloofde) van Antony. Ze is in slechts vier afleveringen te zien. In de special van 2006 komt ze niet voor en het lijkt er dus op dat zij en Antony uit elkaar zijn. Haar vader heet Roger (John Henshaw) en haar moeder Valerie (Sharon Duce).
- Andrew Whyment speelt de rol van Darren Sinclair-Jones en doet in drie afleveringen mee. Hij speelt de nogal onnozele en vooral criminele kameraad van Antony. Zijn moeder ligt vaak in het ziekenhuis en zijn vader zit vaak te drinken in de pub.
- Ook zijn er een aantal karakters die nooit te zien zijn geweest in de serie, maar wel vaak genoemd worden. Te denken valt aan Beverly Macca (en haar oudere broer Tony), die ooit een kortstondige relatie had met Dave. Denise is dan ook extreem jaloers op haar en zij en Dave hebben vaak ruzie om haar als ze dronken zijn. Ook Duckers (een lokale die-hard) wordt vaak genoemd evenals Sandra Beswick (de mobiele kapster) en 'Leggins' Lorraine (de overbuurvrouw, een alleenstaande moeder van vier kinderen, die zich later laat steriliseren).

## Afleveringen

### Seizoen 1
- Bills, Bills, Bills, 14 september 1998
- Making Ends Meet!, 21 september 1998
- Sunday Afternoon, 28 september 1998
- Jim's Birthday, 5 oktober 1998
- Another Woman?, 12 oktober 1998
- The Wedding Day, 19 oktober 1998

### Seizoen 2
- Pregnancy, 23 september 1999
- Sunday Lunch, 30 september 1999
- Nana's Coming to Stay, 7 oktober 1999
- Nana Comes to Stay, 14 oktober 1999
- Barbara Finally Had Enough, 21 oktober 1999
- Antony's Birthday, 28 oktober 1999

### Seizoen 3
- Hello Baby Dave, 16 oktober 2000
- Babysitting Again, 23 oktober 2000
- Decorating, 30 oktober 2000
- Elsie's Funeral, 6 november 2000
- Antony's Going to London, 13 november 2000
- The Christening, 27 november 2000

### Specials
- Christmas Special 1999, 25 december 1999
- Christmas Special 2000, 25 december 2000
- The Queen of Sheba, 29 oktober 2006
- The New Sofa, 25 december 2008
- The Golden Egg Cup, 25 december 2009
- Joe's Crackers, 25 december 2010
- Barbara's Old Ring, 25 december 2012